# 25058 Shanegould
25058 Shanegould è un asteroide della fascia principale. Scoperto nel 1998, presenta un'orbita caratterizzata da un semiasse maggiore pari a 2,5975458 UA e da un'eccentricità di 0,0786144, inclinata di 4,48437° rispetto all'eclittica.